# Casric Stars Football Club
Il Casric Stars Football Club, meglio noto come Casric Stars, è una società calcistica sudafricana. Milita nella National First Division, la seconda serie del campionato sudafricano.

## Storia
Il club è stato fondato nel 2012 con il nome di Football Club Palmeiras e inizialmente ha gareggiato nel flusso nord-occidentale della ABC Motsepe League.
Successivamente ha cambiato il nome in Casric Stars FC nel 2017.
Nel 2019 si aggiudicano la Second Division, vincendo il proprio girone e conquistando la promozione nella National First Division.
Nel 2022 acquisisce il diritto di militare in National First Division dal Free State Stars.

## Stadio
Disputa le proprie partite casalinghe al Stadio Solomon Mahlangu di KwaMhlanga.

## Palmarès
- Second Division: 1

2018-2019

## Organico

### Rosa 2023-2024
Aggiornata al 24 dicembre 2023.
| N. |                      | Ruolo | Calciatore              |
| -- | -------------------- | ----- | ----------------------- |
| -  | Sudafrica (bandiera) | P     | Abram Ngcobo            |
| -  | Sudafrica (bandiera) | P     | Qhayiye Mdletye         |
| 6  | Sudafrica (bandiera) | P     | Wandile Mthombeni       |
| 9  | Sudafrica (bandiera) | P     | Kgomotso Leonard Baloyi |
| 12 | Sudafrica (bandiera) | D     | July Thobane            |
| 13 | Gambia (bandiera)    | D     | Ryan Rae                |
| 14 | Sudafrica (bandiera) | D     | Sello Motsepe           |
| 16 | Sudafrica (bandiera) | D     | Masixole Nkewana        |
| 17 | Sudafrica (bandiera) | D     | Sphamandla Mlilo        |
| 18 | Sudafrica (bandiera) | D     | Phoka Mofokeng          |
| 19 | Sudafrica (bandiera) | D     | Malesela Chokoe         |
| 30 | Sudafrica (bandiera) | D     | Jeremiah Mathonsi       |
| -  | Sudafrica (bandiera) | D     | Ngoanamello Rammala     |
| -  | Sudafrica (bandiera) | D     | Parsly Fielies          |
| -  | Sudafrica (bandiera) | D     | Lungelo Bhengu          |
| -  | Sudafrica (bandiera) | D     | Maesela Lekoloane       |

| N. |                           | Ruolo | Calciatore          |
| -- | ------------------------- | ----- | ------------------- |
| -  | Sudafrica (bandiera)      | D     | Nthabeleng Tshoba   |
| 60 | Sudafrica (bandiera)      | C     | Thabang Mokoena     |
| -  | Sudafrica (bandiera)      | C     | Lifa Makua          |
| -  | Sudafrica (bandiera)      | C     | Gundo Ramugondo     |
| -  | Sudafrica (bandiera)      | C     | Siphesihle Sangweni |
| -  | Sudafrica (bandiera)      | C     | Given Thibedi       |
| 40 | Sudafrica (bandiera)      | A     | Philani Cele        |
| 42 | Sudafrica (bandiera)      | A     | Jabulani Ncobeni    |
| 43 | Sudafrica (bandiera)      | C     | Shane Roberts       |
| 44 | Costa d'Avorio (bandiera) | D     | Sabelo Sithole      |
| 45 | Sudafrica (bandiera)      | A     | Sedwyn Sithole      |
| 46 | Sudafrica (bandiera)      | C     | Moffat Mdluli       |
| 50 | Sudafrica (bandiera)      | C     | Menzi Masuku        |
| 77 | Sudafrica (bandiera)      | C     | Hopewell Cele       |